# Александр Ог
Александр Ог (гэльск. Alasdair Òg — «Александр Младший») — правитель королевства Островов (1295—1299) из рода Макдональд.
Александр Ог был старшим сыном Ангуса Мора, правителя Кинтайра и южной части Гебридских островов в 1250-х—1295 гг. После того, как острова, согласно Пертскому договору 1266 года, перешли под власть Шотландии, правители Гебридов перестали пользоваться титулом короля. Александр Ог, в частности, в источниках именуется просто как «Александр, правитель Айлея» (старо-фр. de Yle).
В борьбе за власть в Шотландии, начавшейся в 1286 году после смерти короля Александра III, Александр Ог поддерживал партию Брюсов и был одним из инициаторов «Тернберрийского союза» 1286 года против группы Коминов—Баллиолей.
В 1292 году Александр женился на Юлиане, дочери Александра Макдугалла, правителя Аргайла и главного соперника Макдональдов на западном побережье Шотландии. Этот союз, однако, не принёс примирения двух враждующих ветвей потомков Сомерледа, а наоборот, обострил ситуацию. За Юлианой в качестве приданого был обещан остров Лисмор, но Макдугалл отказался передать его Александру. Макдугаллов в этом вопросе поддержал король Шотландии Иоанн Баллиоль. В ответ в 1295 году Александр Ог обратился с апелляцией к английскому королю. Апелляции Александра и других шотландских баронов на действия Иоанна Баллиоля послужили поводом для английского вторжения в Шотландию. К 1297 году страна была завоёвана Эдуардом I. Александр Ог признал власть короля Англии и даже был назначен бейлифом Кинтайра. Он продолжил борьбу с Макдугаллами, опираясь на поддержку англичан, однако в 1299 году был убит в стычке с Александром Макдугаллом.